# Huedepohliana suspecta
Huedepohliana suspecta là một loài bọ cánh cứng trong họ Cerambycidae.